# Газовщик (эпизод, 1995)
«Газовщик» — финальный эпизод третьего сезона драматического телесериала «Убойный отдел», первоначально вышедший в эфир на телеканале NBC 5 мая 1995 года. Сценаристом эпизода стал Генри Бромелл, а режиссёром выступил Барри Левинсон.

## Сюжет
Виктор Хелмс отбыл шестилетний срок за убийство по своей неосторожности. Хелмс неправильно установил газовый обогреватель в доме, что привело к утечке газа, от которого погибла вся семья, проживавшая там. Фрэнк Пемблтон был главным следователем и ключевым свидетелем обвинения по делу Хелмса. Когда Хелмс выходит из тюрьмы, он решает отомстить детективу.
Хелмс преследует Пемблтона — шпионит за ним с помощью бинокля, пробирается к нему в дом, чтобы включить газовую плиту, и даже вступает в вежливую беседу с женой Пемблтона Мэри в продуктовом магазине — но всё равно остаётся неуверенным в реализации своего коварного плана. Фрэнк и Мэри, тем временем, не замечают вокруг ничего подозрительного. Поначалу Хелмс думает, что нашёл способ отомстить, узнав, что Пемблтон ходит в клинику по лечению бесплодия в попытке сделать Мэри беременной, но меняет свое мнение, когда они с другом Дэнни натыкаются на место преступления незадолго до прибытия Пемблтона.
Хелмс и Дэнни поначалу ужасаются, обнаружив, что голова гадалки отрублена, но Виктор крадет голову и орудие убийства, большой нож, которым и была отрублена голова, чтобы усложнить расследование Пемблтона. Хелмс объясняет Дэнни, что его план состоит в том, чтобы неоднократно фальсифицировать улики на месте преступления в надежде, что расследование в конечном итоге станет безнадежно запутанным и публично унизит Пемблтона. Его план начинает работать, но Дэнни, который стал уважать Пемблтона, наблюдая за тем, как он живет, отходит от плана Хелмса, указывая, что в отличие от Хелмса детектив берет на себя ответственность за свою жизнь и поступки.
Потеряв терпение, Хелмс заманивает Пемблтона в заброшенное здание, позвонив анонимному человеку, который сообщил, где Пемблтон может забрать нож и голову. Он застает Пемблтона врасплох, приставляя нож к его горлу, но не может заставить себя убить детектива. Он разражается слезами и его снова берут под стражу.

## В ролях
- Бруно Кёрби — Виктор Хелмс
- Ричард Эдсон[англ.] — Дэнни Ньютон
- Эми Брабсон — Мэри Пемблтон

## Производство
Согласно комментариям к DVD режиссера и продюсера Барри Левинсона, компания NBC колебалась, стоит ли продлевать «Убойный отдел» на четвертый сезон. Несмотря на то, что шоу получало признание критиков, оно с большим трудом набирало рейтинги. Левинсон утверждает, что сеть заставила его поверить, что новый выпуск шоу станет очередным провалом, и всё же несмотря на отзывы, Левинсон принял решение снять ещё один эпизод.

## Интересные факты
В эпизоде Дэнни слушает диско-песни 1970-х годов. Полный список песен был представлен на DVD-диске с выпуском эпизода.

## Аудиозаписи
- Levinson, Barry. Homicide Life on the Street — the seasons 1 & 2 / DVD. — 2003.